# Hohenlimburger Kleinbahn 1–3
Die Lokomotiven Hohenlimburger Kleinbahn 1–3 waren Trambahnlokomotiven der Aktiengesellschaft für Lokomotivbau Hohenzollern, die aus einer von 1898 bis 1910 in 17 Exemplaren hergestellten Serie stammten.
Die drei Lokomotiven wurden 1900 für die Hohenlimburger Kleinbahn beschafft und standen dort bis 1935 im Einsatz.
Die weiteren 14 Lokomotiven wurden für die Werkbahn der Bayer-Werke beschafft, über diese Lokomotiven ist nichts bekannt.

## Geschichte und Einsatz
Bei der Hohenlimburger Kleinbahn wurden zwei Lokomotiven schon 1899 beim Bahnbau mit eingesetzt. Aufgrund der Charakteristik der Strecke mit den zahlreichen Stadtdurchfahrten mit zum Teil engen Kurvenradien waren zweiachsige Kastenlokomotiven für den Betrieb während der Anfangszeit gut geeignet.
Die Lokomotiven erhielten Nummern 1 bis 3 und die Namen Hohenlimburg, Nahmer und Lenne. Bis zum Ersten Weltkrieg übernahmen die Lokomotiven die Hauptlast des Betriebes. Zudem wurden noch zwei weitere Lokomotiven von der Lokomotivfabrik Hohenzollern (mit geringerer Leistung) und der Maschinenbauanstalt Humboldt beschafft.
Die Lokomotiven versahen ihren Dienst bis in die 1930er Jahre, dann wurden sie von neueren Kastenlokomotiven und anderen Dampfloktypen ersetzt, wobei die Heißdampf-Lokomotiven eine größere Leistung zu verzeichnen hatten.
Ausgemustert wurde die Lokomotive 1 im Jahr 1927, die Nummer 3 1934 und die Nummer 2 1935.

## Technik
Für den Betrieb auf mit Schienen versehenen Straßen war die Steuerung innen angebaut, um sie vor Verschmutzungen zu schützen. Lokführer und Heizer hatten ihren Arbeitsplatz neben dem Kessel und dadurch eine gute Übersicht auf die Strecke. Die Lokomotiven waren bis auf einen Ausschnitt bei den Treibrädern vollständig verkleidet.
Die Dampfmaschine war in Nassdampf-Bauart ausgeführt. Der Kessel hatte 93 Heizrohre mit jeweils 35/40 mm Durchmesser und einer Länge von 1.950 mm. Er bestand nur aus einem Schuss, er hatte 827 mm Innendurchmesser, seine Kesselachse lag 1,7 Meter über der Schienenoberkante. Die beiden Dampfzylinder waren als Innentriebwerk gestaltet. Sie waren leicht geneigt unter der Rauchkammer angeordnet und wirkten auf die doppelt gekröpfte hintere Antriebsachse. Neben dem Dom in Kesselmitte befanden sich der Regler und die Steuerung.
Die Lokomotiven wurden später umgebaut, was die Zug- und Stoßeinrichtung und den Funkenfänger betraf. Der große seitliche Ausschnitt an der Hinterseite der Lokomotive wurde später mit einer Verglasung versehen.